# Nephodia auxesia
Nephodia auxesia är en fjärilsart som beskrevs av Druce 1892. Nephodia auxesia ingår i släktet Nephodia och familjen mätare. Inga underarter finns listade i Catalogue of Life.